# شعاع انحنا

شعاع انحنا

در هندسه دیفرانسیل، شعاع انحنا (انگلیسی: Radius of curvature) یا R، وارون ضربی انحنا است. برای یک منحنی، شعاع انحنا برابر است با وارون شعاع کمان دایره‌ای که بهترین و نزدیک‌ترین تقریب منحنی در آن نقطه باشد. برای صفحه‌ها، شعاع انحنا برابر است با شعاع دایره‌ای که به بهترین شکل بر بخش نرمال آن منطبق شود.